# Новобалтачево (Балтачевський район)
Новобалта́чево (рос. Новобалтачево, башк. Яңы Балтас) — присілок у складі Балтачевського району Башкортостану, Росія. Входить до складу Тошкуровської сільської ради.
Населення — 337 осіб (2010; 411 у 2002).
Національний склад:
- башкири — 99 %